# Alcalde de Barcelona
El alcalde de Barcelona es la máxima autoridad política del Ayuntamiento de Barcelona. De acuerdo con la Ley Orgánica 5/1985, de 19 de junio, del Régimen Electoral General (actualmente vigente), el alcalde o alcaldesa es elegido por la corporación municipal de concejales, que a su vez son elegidos por sufragio universal por los ciudadanos de Barcelona con derecho a voto, mediante elecciones municipales celebradas cada cuatro años. En la misma sesión de constitución de la corporación se procede a la elección de alcalde o alcaldesa, pudiendo ser candidatos todos los concejales que encabecen sus correspondientes listas. Es proclamado electo el candidato que obtiene la mayoría absoluta de los votos. Si ninguno de ellos obtiene dicha mayoría es proclamado alcalde el concejal que encabece la lista más votada.
El Ayuntamiento de Barcelona ha tenido un total de 119 alcaldes desde su fundación en 1835. El primer alcalde de la ciudad fue José Mariano de Cabanes, que ostentó el cargo durante seis meses, entre noviembre de 1835 y abril de 1836. Entre los alcaldes que han pasado especialmente a la historia, encontramos a Francisco de Paula Rius i Taulet (impulsor y alcalde de la Exposición Universal de 1888, durante la Restauración borbónica), Carles Pi i Sunyer (primer alcalde escogido por sufragio universal, durante la Segunda República), José María de Porcioles (alcalde que más tiempo ocupó el cargo, durante la dictadura franquista), Narcís Serra (primer alcalde electo en el actual sistema democrático), Pasqual Maragall (alcalde que más tiempo ocupó el cargo en democracia, así como por impulsar y ostentar la alcaldía en los Juegos Olímpicos de 1992) o Ada Colau (primera alcaldesa de la historia de la ciudad).

## Alcaldes de Barcelona desde 1979
| Alcaldes de Barcelona | Alcaldes de Barcelona    | Alcaldes de Barcelona    | Alcaldes de Barcelona | Alcaldes de Barcelona |      |
| --- | ------------------------ | ------------------------ | --------------------- | --------------------- | ---- |
| \| # \| Inicio \| Fin \| Nombre \| Partido \| Foto \| \| --- \| ------------------------ \| ------------------------ \| ---------------- \| ----------------- \| ---- \| \| 113 \| 19 de abril de 1979 \| 2 de diciembre de 1982 \| Narcís Serra \| PSC \| \| \| 114 \| 2 de diciembre de 1982 \| 26 de septiembre de 1997 \| Pasqual Maragall \| PSC \| \| \| 115 \| 26 de septiembre de 1997 \| 8 de septiembre de 2006 \| Joan Clos \| PSC \| \| \| 116 \| 8 de septiembre de 2006 \| 1 de julio de 2011 \| Jordi Hereu \| PSC \| \| \| 117 \| 1 de julio de 2011 \| 13 de junio de 2015 \| Xavier Trias \| CiU \| \| \| 118 \| 13 de junio de 2015 \| 17 de junio de 2023 \| Ada Colau \| Barcelona en Comú \| \| \| 119 \| 17 de junio de 2023 \| Actualidad \| Jaume Collboni \| PSC \| \| |                          |                          |                       |                       |      |
| # | Inicio                   | Fin                      | Nombre                | Partido               | Foto |
| 113 | 19 de abril de 1979      | 2 de diciembre de 1982   | Narcís Serra          | PSC                   |      |
| 114 | 2 de diciembre de 1982   | 26 de septiembre de 1997 | Pasqual Maragall      | PSC                   |      |
| 115 | 26 de septiembre de 1997 | 8 de septiembre de 2006  | Joan Clos             | PSC                   |      |
| 116 | 8 de septiembre de 2006  | 1 de julio de 2011       | Jordi Hereu           | PSC                   |      |
| 117 | 1 de julio de 2011       | 13 de junio de 2015      | Xavier Trias          | CiU                   |      |
| 118 | 13 de junio de 2015      | 17 de junio de 2023      | Ada Colau             | Barcelona en Comú     |      |
| 119 | 17 de junio de 2023      | Actualidad               | Jaume Collboni        | PSC                   |      |